# Star Wars: En la Oscuridad
Star Wars: The High Republic: En la Oscuridad es una novela de Star Wars para adultos jóvenes de 2021 escrita por Claudia Gray como parte de la franquicia Star Wars: The High Republic que tiene lugar 200 años antes de los eventos de Star Wars: La Amenaza Fantasma. La novela sigue a los padawans Jedi que exploran una estación espacial abandonada durante los acontecimientos de un desastre en toda la galaxia. Fue publicado el 2 de febrero de 2021 por Disney Lucasfilm Press.

## Trama
La historia es interrumpida por otra que tiene lugar hace veinticinco años en el pasado, contada en seis "partes" y que promueve las motivaciones de los personajes de Orla y Cohmac.

### Historia principal
Mientras su maestro Jora Malli es enviado a supervisar el Faro Starlight en la frontera más lejana de la galaxia, Reath Silas es enviado junto con los maestros Jedi Cohmac Vitus, Orla Jareni y el Caballero Jedi Dez Rydan para ayudar a allanar el camino para la ceremonia de apertura del proyecto. Reath, estudioso y poco dispuesto a participar en la acción que muchos Jedi desean, desea quedarse en Coruscant. Son transportados por la nave Vessel de Byne Guild, capitaneada por Leox Gyasi, su copiloto Affie Hollow y Geoda, que parece una losa de roca. En el camino, su viaje se ve interrumpido por el Gran Desastre Hiperespacial, que los obliga a refugiarse en una estación espacial abandonada de Amaxine con otros refugiados. Descubren que los droides jardineros lo han mantenido operativo y que está repleto de tesoros, armas y otras cosas de valor. Reath evita que las pandillas saqueen el lugar y salva la vida de una niña, Nan, con quien se une. Orla descubre ídolos antiguos y tiene visiones del lado oscuro. Affie descubre que Byne Guild, dirigido por su madre adoptiva Scover, tuvo algún tipo de participación en el complejo. Mientras explora los niveles inferiores, Dez aparentemente queda diezmado cuando ingresa a una sala de control que consta de partes helicoidales. Reath y Nan descubren cápsulas de escape en todo el primer piso y les preocupa que Dez haya sido expulsado al espacio. Los Jedi sellan los ídolos para contener a la misteriosa entidad oscura. Regresan a Coruscant en el Vessel y contienen los ídolos en un santuario Sith debajo del Templo Jedi.
Affie pregunta sobre la participación del Byne Guild en Amaxine y descubre que sus empleados son en realidad sirvientes contratados; muchos, incluidos sus padres biológicos, fueron enviados a la estación espacial como trabajo, pero murieron debido a los peligrosos niveles superiores. Reath lucha con la muerte de Jora contra los Nihil y descubre que Nan y su compañero son en realidad parte de los Nihil. Los Jedi se dan cuenta de que los ídolos en realidad estaban reprimiendo a los ídolos y al sellarlos juntos liberaron la fuerza oscura; Cohmac y Orla se enojan cuando el Consejo Jedi no está dispuesto a correr el riesgo y regresar con Amaxine para resolver el problema. Cohmac, Orla y Reath se reincorporan al Vessel y regresan con Amaxine. En los niveles inferiores, al explorar el lugar de la muerte de Dez, es transportado en una cápsula a un planeta tomado por los seres carnívoros parecidos a plantas Drengir, y ve que Dez está vivo y siendo torturado. Escapan, mientras Cohmac y Orla luchan contra los Drengir en Amaxine, que se revela como una estructura poderosa que puede transportar cápsulas a cualquier lugar de la galaxia; Los Nihil, viendo esto como un medio para promover sus planes de desorden en toda la República, abordan la estructura y participan en el conflicto. Después de una batalla en la que Reath expulsa a Drengir y Nihil al espacio, la Vesssel y sus habitantes regresan a Coruscant una vez más. Reath y los Jedi son disciplinados, pero elogiados por salvar a Dez. Orla se marcha como Buscadora del Camino. Cohmac acepta convertirse en el nuevo maestro de Reath. Reath decide que no es un aventurero, pero estará encantado de adentrarse en lo desconocido si eso significa que sus hazañas puedan archivarse adecuadamente en la historia. Affie expone a Scover y Byne Guild, y Leox le permite convertirse en la nueva capitana del Vessel. Nan informa a Marchion Ro, quien le asegura que los Jedi serán eliminados.

### Veinticinco años antes
Orla y Cohmac, con sus amos, son enviados a rescatar a dignatarios secuestrados del Directorio, una escisión de los Hutts. El maestro de Cohmac muere, pero no puede llorarlo adecuadamente debido a las estrictas reglas Jedi; esto abre una parte más oscura de sí mismo y comienza a confrontar si la separación entre el lado luminoso y el lado oscuro es realmente tan clara como parece. Rescatan a los dignatarios, pero uno muere; Orla cree que si hubiera seguido sus instintos y hubiera actuado como los Jedi la obligaron a actuar, entonces podría haber salvado ambas vidas. Los hutts aumentan su poder a partir de este incidente. También motiva a Orla y Cohmac a dónde terminarán al final de la narrativa actual.
- Reath Silas: Padawan de la maestra Jedi Jora Malli. [4]
- Affie Hollow: Operadora en Byne Guild y copiloto de la nave estelar Vessel.
- Leox Gyasi: Piloto de la Vessel, un sinvergüenza.
- Geoda:Un vintiano que se asemeja a una alta losa de roca estacionaria, navegante del Vessel.
- Cohmac Vitus: Un Maestro Jedi conocido como erudito y místico.
- Orla Jareni: Maestra jedi y buscadora del camino de Umbar.
- Dez Rydan: Caballero Jedi y primer aprendiz de Malli.

## Recepción
Bryan Young, que escribe para /Film, calificó la novela como "una experiencia increíble de una de las mejores escritoras que trabajan en Star Wars", destacando el elenco expansivo, el tono peculiar y las formas en que profundizó el misterio del universo. Young elogió sarcásticamente al personaje de Geoda como "la estrella fugitiva del libro [a pesar de ser] un personaje que no habla... si hay algo de lo que la gente hablará después de este libro, será Geoda y lo absolutamente encantador e hilarante que es." Kofi Outlaw de Comicbook.com aclamó la novela como "llena de ingenio y humor" entre la "colección poco convencional de personajes".